# Phacelia sivinskii
Phacelia sivinskii är en strävbladig växtart som beskrevs av N.D.Atwood, P.J.Knight och Lowrey. Phacelia sivinskii ingår i Faceliasläktet som ingår i familjen strävbladiga växter. Inga underarter finns listade i Catalogue of Life.